# Les Cartonfolies de Cabano

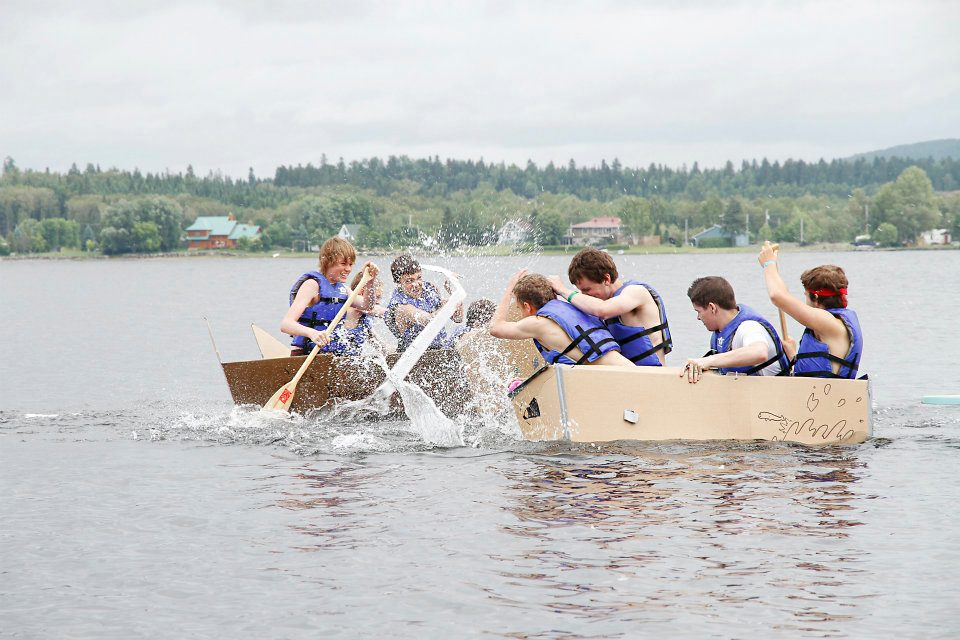
Les Cartonnages

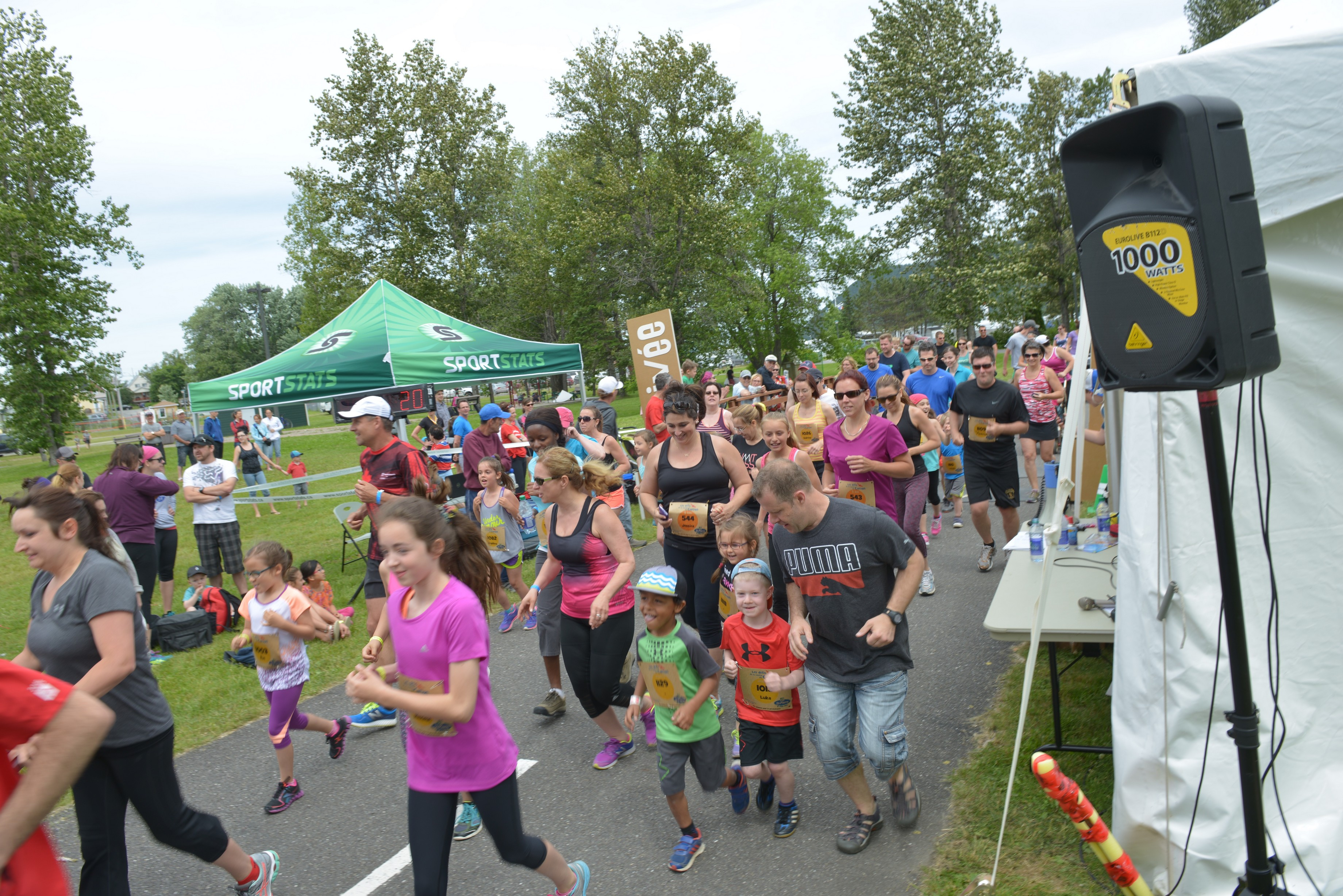
La course des défis du Carton, un événement familial

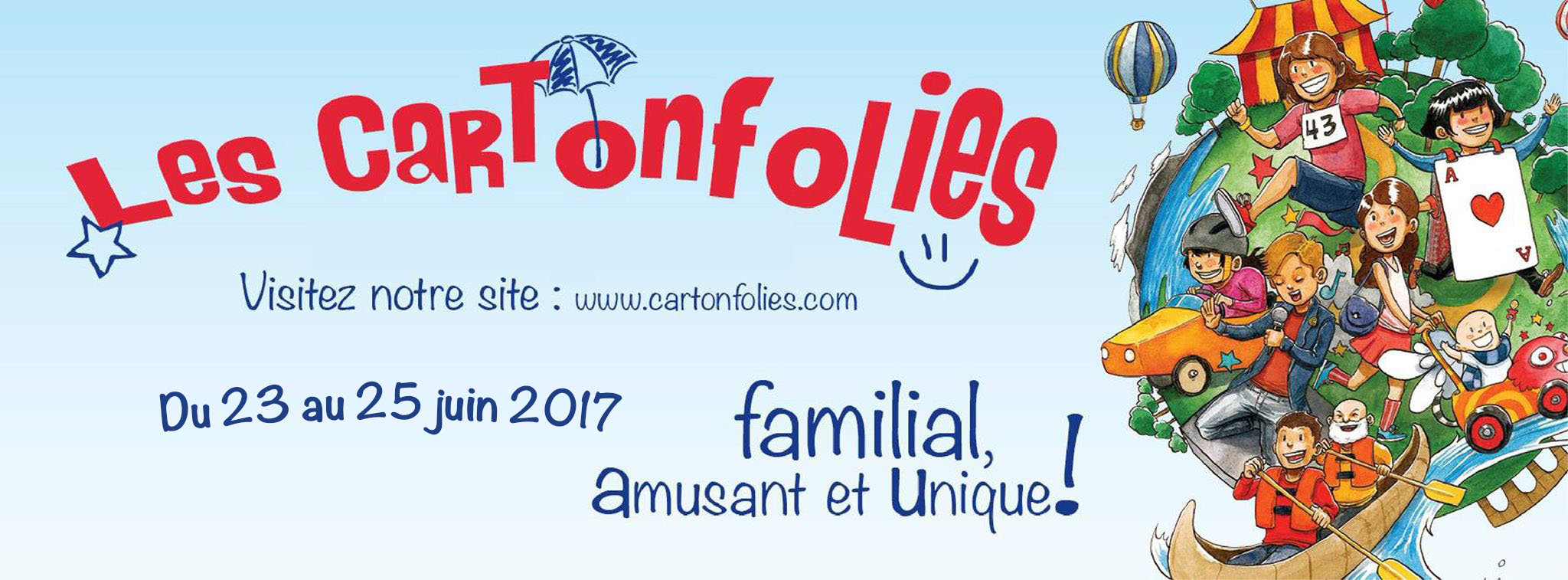
le logo 2017

Les Cartonfolies est un festival québécois. Inspiré du carton, il se veut un hommage à la population qui s'est mobilisée il y a un peu plus de quarante ans pour l'implantation d'une cartonnerie, aujourd'hui Norampac Cabano, une division de Cascades Canada Inc.  

## Description
Localisé dans le parc Clair-Soleil à Témiscouata-sur-le-Lac, sur les rives du lac Témiscouata, les Cartonfolies mobilisent quelque 300 bénévoles.

## Histoire
En 1974, la population de la région se mobilise pour obtenir l'implantation d'un projet créateur d'emploi, une cartonnerie. Le 28 août 1974, Guy Michaud, le maire de Cabano, inaugure l'usine Le 28 août 1974, Guy Michaud, le maire de Cabano.
La corporation du Festival en carton du Témiscouata est créée en 1988 afin de rendre un hommage à cet effort collectif. Mais c'est uniquement en 2001 que le premier festival voit le jour.
En 2014, plus de 8000 personnes passent sur le site du festival en trois jours mais l'organisme peine à recruter de nouveaux membres au sein de son conseil d'administration.